# Финкентал
Финкентал (њем. Finkenthal) општина је у њемачкој савезној држави Мекленбург-Западна Померанија. Једно је од 62 општинска средишта округа Гистров. Према процјени из 2010. у општини је живјело 326 становника. Посједује регионалну шифру (AGS) 13053020.

## Географски и демографски подаци
Финкентал се налази у савезној држави Мекленбург-Западна Померанија у округу Гистров. Општина се налази на надморској висини од 20 метара. Површина општине износи 20,2 km². У самом мјесту је, према процјени из 2010. године, живјело 326 становника. Просјечна густина становништва износи 16 становника/km².